# Csikia
Csikia is een geslacht van kevers uit de familie  
kniptorren (Elateridae).
Het geslacht is voor het eerst wetenschappelijk beschreven in 1910 door Szombathy.

## Soorten
Het geslacht omvat de volgende soorten:
- Csikia catei Schimmel & Platia, 1992
- Csikia dimatoides Szombathy, 1910
- Csikia kadazana Bouwer, 1990
- Csikia kanbaranga Ôhira, 1973
- Csikia manipurensis Schimmel & Platia, 1992
- Csikia rougemonti Schimmel, 1999
- Csikia sausai Schimmel, 1996
- Csikia tenompokensis Ôhira, 1973
- Csikia vespertina Bouwer, 1991